# Alpos
Alpos (grekiska: Αλπος) var i grekisk mytologi en illasinnad och ondskefull gigant och son till Gaia. Han hade en jättelik gestalt som nådde ända upp till solen, månen och stjärnorna och hade många armar samt ormar som hår.
Han terroriserade befolkningen på Sicilien och när guden Dionysos kom till berget där han bodde, överföll han denne från ett bakhåll. I striden med Dionysos besegrades han dock och störtade i havet.